# Andy Hardy Meets Debutante
Andy Hardy Meets Debutante is een film uit 1940 onder regie van George B. Seitz. Het is het negende deel uit de Andy Hardy-reeks, een filmreeks die uit 16 films bestond.

## Verhaal
Andrew 'Andy' Hardy wordt lid van de beau monde wanneer hij achter een meisje uit Manhattan aan zit die hem al eens eerder heeft gedumpt.

## Rolverdeling
| Acteur         | Personage            |
| -------------- | -------------------- |
| Mickey Rooney  | Andrew 'Andy' Hardy  |
| Lewis Stone    | James K. 'Jim' Hardy |
| Cecilia Parker | Marian Hardy         |
| Fay Holden     | Mevrouw Emily Hardy  |
| Judy Garland   | Betsy Booth          |
| Ann Rutherford | Polly Benedict       |
| Diana Lewis    | Daphne Fowler        |

## Filmreeks
- A Family Affair (1937)
- You're Only Young Once (1937)
- Judge Hardy's Children (1938)
- Love Finds Andy Hardy (1938)
- Out West with the Hardys (1938)
- The Hardys Ride High (1939)
- Andy Hardy Gets Spring Fever (1939)
- Judge Hardy and Son (1939)
- Andy Hardy Meets Debutante (1940)
- Andy Hardy's Private Secretary (1941)
- Life Begins for Andy Hardy (1941)
- The Courtship of Andy Hardy (1942)
- Andy Hardy's Double Life (1942)
- Andy Hardy's Blonde Trouble (1944)
- Love Laughs at Andy Hardy (1946)
- Andy Hardy Comes Home (1958)